# Saint-Martin-lès-Melle
Saint-Martin-lès-Melle é uma comuna francesa na região administrativa da Nova Aquitânia, no departamento de Deux-Sèvres. Estende-se por uma área de 9,16 km². Em 2010 a comuna tinha 871 habitantes (densidade: 95,1 hab./km²).